# Schildia alphus
Schildia alphus là một loài ruồi trong họ Asilidae. Schildia alphus được Martin miêu tả năm 1975. Loài này phân bố ở vùng Tân nhiệt đới.